# 오춘복
오춘복(미상 ~ )은 조선민주주의인민공화국의 정치인이다. 전 조선로동당 중앙위원회 후보위원 겸 내각 보건상이다.

## 경력
2019년 내각 보건상에 임명되었고, 2019년 4월 조선로동당 제7기 제4차 전원회의에서 조선로동당 중앙위원회 후보위원으로 선출되었다.